# Mandate magazin
A Mandate magazin (ISSN 0360-1005) az USA-ban megjelenő színes, havi rendszerességű gay (meleg) erotikus sajtóorgánumok egyik legjelentősebbike. 1975 áprilisától lát napvilágot. 
Főszerkesztője Doug McClemont, művészeti vezetője Erik Schubert. Jelenleg a Mavety Media Group, Inc gondozásában jelenik meg kb. 110 000 példányban. Az albumszerű kiadvány elsősorban érzéki, stimuláló szerepet kíván betölteni, ezért szoft jellegű fotósorozatokat közöl. Szexuális aktust megjelenítő fotósorozatokat is közzétesz, de ezek jellege is gyengéden erotikus. A fotókat novellisztikus elbeszélések, olvasói levelek, videóajánlók tarkítják. Elsősorban a fiatal, harmonikus testű, természetes izomzatú, testfelépítésű fiúkra és fiatal férfiakra koncentrál. Tematikus jellegű összeállításokkal is jelentkezik időnként, gyakorta szerepeltet pornósztárokat (Casey Donovan, Cort Stevens,  Kurt Stefano, Johny Hanson, Marcelo Reeves, Roman Heart stb.), köztük számos magyart is (pl. Roberto Giorgio– 2003/10, 2005/5, 2006/8, 2007/2, David Barthory– 2005/5, Rick Bauer – 2004/11  Roberto Serato – 2004/12). A magazin egyes budapesti hírlapárusoknál hazánkban is kapható.

## A magazin története
George Mavety 1974-ben alapította meg a Modernismo Publications, Ltd. elnevezésű kiadóvállalatot, mely a Mandate mellett a Honcho, a Torso,  az Inches és a Playguy magazinokat is kiadta. A Mandate 1975-ben jelent meg először, John Devere főszerkesztésében, akit később Joseph  Arsenault váltott fel, majd Sam Staggsnak sikerült a példányszámot 100 000 fölé emelni. Staggs álma az volt, hogy megteremtse a Playboy meleg változatát.

## A magazin felépítése
A jelenlegi magazin a következő részegységekből áll:
- Men (Férfiak) – aktfotósorozatok neves fotográfusok műhelyéből
- Fiction (Novella) – erotikus történetek
- Lifestyle (Életstílus) – életmódra vonatkozó cikkek, tanácsok